# Mânjești, Vaslui
Mânjești este un sat în comuna Muntenii de Jos din județul Vaslui, Moldova, România.